# Nobrow Press
Nobrow Press es una editorial británica con sede en Londres, Inglaterra. Nobrow es conocido por su antología bianual homónima, por publicar las cómics de la compañía Blexbolex, –y de las personas Luke Pearson, Jon McNaught, y Jesse Moynihan. También es conocida por exponer al mundo de habla inglesa a las obras de artistas europeos. La editora es vista como una campeona de la ética DIY.

## Historia
La compañía fue fundada en octubre de 2008 por Sam Arthur, y Alex Spiro con la intención de "publicar libros que merecieran ser impresos".
El 11 de enero de 2012, la empresa organizó el evento de dos semanas «This Is Not a Pop-Up» en la tienda de Hayward Gallery, en el que recibieron a músicos, artistas, y un taller para niños. Además de ofrecer sus productos a la venta. El 20 de diciembre de 2012 se anunció que Nobrow iba a trabajar en el lanzamiento infantil de su compañía; con 12 títulos para publicar en 2013. Netflix se interesó en algunos de los títulos de Nobrow, como Hilda.
El 16 de junio de 2016, Netflix anunció que producirían, junto con Silvergate Media, una serie de televisión animada para niños basada en las "novelas gráficas aclamadas de Luke Pearson, Hilda".

## Estético
Nobrow utiliza un enfoque de impresión idiosincrásico que permite al autor pintar una sorprendente paleta de colores en sus libros. También supervisa cuidadosamente el cartón utilizado. La estética de la editorial ha sido descrita por Rob Clough en The Comics Journal, diciendo: «una parte Drawn & Quarterly y otra parte Blab!; donde el diseño y el color son a menudo más importantes que la línea y la narrativa. Esto no quiere decir que la narrativa sea irrelevante. en estos cómics, solo que la dirección narrativa es más en el lado abstracto. El diseño, el empaquetado y la atención al detalle y el color aquí son casi dolorosamente exquisitos».